# Forte di Champlas Séguin
Il Forte di Champlas Séguin era un forte costruito negli ultimi anni dell'Ottocento per difendere il territorio nazionale da un eventuale attacco francese proveniente dal Colle del Monginevro. Si trovava poco sopra la frazione di Champlas Sèguin del comune di Cesana Torinese ed era l'opera più grande della Piazza di Cesana dopo la Batteria dello Chaberton.

## Storia
Il forte venne costruito negli anni Novanta del XIX secolo ed aveva una caratteristica pianta pentagonale completamente circondato da un fossato e da un muro di controscarpa in pietre. All'interno del muro difensivo vi erano il baraccamento per le truppe ad un solo piano ed il terrapieno centrale, mentre all'esterno del forte vi era la caserma di guardia.
I 6 cannoni da 15 GRC Ret di cui era dotato il forte erano posizionati in barbetta, appaiati a due a due sulle piazzole del lato meridionale, separati da traverse in terra e rivolti verso i colli Centrali Col Bousson e Col Bourget, non difesi da fortificazioni più prossime, e facili vie d'ingresso in Italia. Invece i cannoni da 87B su affusto da assedio supplementari potevano essere installati in caso di necessità; erano posizionabili sulle postazioni in barbetta del lato occidentale per battere la Statale del Monginevro, la gola della Piccola Dora e la conca di Cesana.
Inoltre la difesa del settore di competenza del forte era anche integrata dalle batterie semi-permanenti site ad alta quota sul Monte Fraiteve (Batteria Fraitève e Batteria di Autagne) e dall'Opera di Cima del Bosco.
Era presente una lunga galleria ad anello che, passando al di sotto del muro di protezione, permetteva di raggiungere in sicurezza tutte le postazioni di artiglieria e la polveriera senza uscire allo scoperto. In corrispondenza di ogni postazione era presente un'uscita, in origine dotata solo di scaletta alla marinara ma poi anche di un montacarichi, che permetteva il collegamento tra la galleria e le postazioni. Alla destra della caserma, invece, vi era una strada al coperto che permetteva di raggiungere la linea dei pezzi di artiglieria.
La polveriera era interrata, posta ad un livello inferiore rispetto al forte e completamente rivestita di mattoni a vista, sita accanto al locale spolettamento. Ogni postazione in barbetta (in cui vi erano i cannoni posti a coppie) aveva inoltre a disposizione una riservetta. L'intero forte era cintato da un muro di difesa interrotto unicamente a livello del portale d'ingresso ed al quale si accedeva dopo aver superato un ponte levatoio sul fossato esterno. Anche tutti i locali di servizio erano interrati e raggiungibili attraverso la galleria di collegamento.
Il forte venne privato dell'armamento nel 1915 per inviare le artiglierie sul fronte alpino e non venne più riarmato; alla vigilia della seconda guerra mondiale la sua funzione fu più solo quella di magazzino di polvere nera e di proiettili per le numerose opere militari poste nelle vicinanze nella Piazza di Cesana.
Proprio poiché dotato di un ingente quantitativo di esplosivo i Partigiani della banda "Serafinolo" fecero brillare nella notte del 6 giugno 1944 per evitare che tale riserva potesse cadere nelle mani delle formazioni tedesche che all'epoca stavano giungendo in quelle zone.

## Il forte oggi

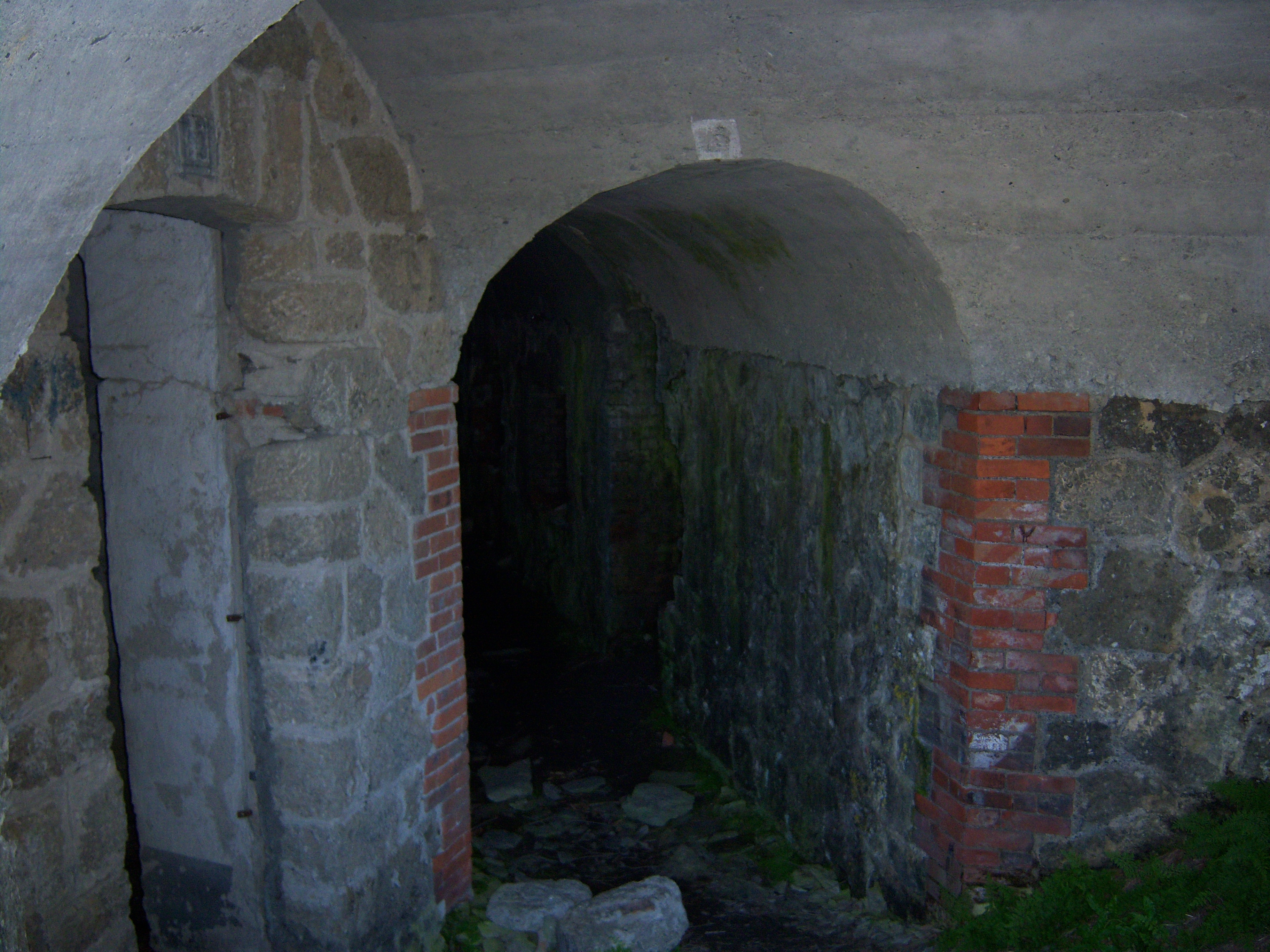
Interno del forte sventrato dall'esplosione

Il forte, molto danneggiato dall'esplosione del 6 giugno 1944, non venne più sistemato e venne abbandonato a se stesso, privato delle componenti metalliche di cui era dotato, ancor più date le clausole del Trattato di pace con la Francia (Art. 47) che prevedevano la demolizione delle opere di artiglieria site a meno di 20 km dal confine.
Del forte vero e proprio non resta praticamente nulla: sono ancora visibili (anche se sommerse dalla vegetazione) le postazioni dei 6 cannoni in barbetta accoppiata e quelle dei cannoni supplementari, mentre la galleria anulare è percorribile ed è così possibile vedere i fornelli di collegamento tra questa e le postazioni di artiglieria.
La caserma antistante il forte è ridotta ad un rudere, ormai sono visibili solamente i muri perimetrali: il portale d'ingresso è stato abbattuto dall'esplosione, così come il lato settentrionale del fossato che è stato completamente sommerso da grossi blocchi provenienti dal muro di difensiva esterno.